# 文室真屋麻呂
文室 真屋麻呂（ふんや の まやまろ）は、奈良時代から平安時代初期にかけての貴族。氏姓は文室真人のち三諸朝臣、三山朝臣、文室朝臣。大納言・文室浄三の子。官位は正四位下・宮内大輔。

## 経歴
延暦3年（784年）従五位下に叙爵。延暦5年（786年）6月に少納言に任ぜられるが、早くも10月には右大舎人頭に転じる。その後、桓武朝前半は治部少輔・主馬頭と京官を歴任する。延暦10年（791年）但馬介に任官し、地方官に遷る。その後、時期は明らかでないが、文室真人から三諸朝臣に改姓し、従五位上に叙せられる。
延暦16年（797年）右大舎人頭、延暦18年（799年）宮内大輔と桓武朝後半は再び京官を歴任する。
平城朝に入ると昇進を果たし、大同3年（808年）には従四位上に叙せられる。また、大同4年（809年）には三諸朝臣から三山朝臣、文室朝臣と続けて改姓している。
嵯峨朝の弘仁3年（812年）正四位下に至る。

## 官歴
『六国史』による。
- 時期不詳：正六位上
- 延暦3年（784年） 正月7日：従五位下
- 延暦5年（786年） 6月9日：少納言。10月8日：右大舎人頭
- 延暦6年（787年） 3月22日：治部少輔
- 延暦8年（789年） 8月12日：主馬頭
- 延暦10年（791年） 6月5日：但馬介
- 延暦11年（792年） 日付不詳：文室真人から三諸朝臣に改姓[1]
- 時期不詳：従五位上
- 延暦16年（797年） 2月15日：右大舎人頭
- 延暦18年（799年） 11月8日：宮内大輔
- 時期不詳：従四位下
- 大同3年（808年） 11月17日：従四位上
- 大同4年（809年） 正月21日：三諸朝臣から三山朝臣に改姓。6月?：三山朝臣から文室朝臣に改姓[2]
- 弘仁3年（812年） 正月7日：正四位下